# Contratto di somministrazione
Il contratto di somministrazione è il contratto con cui una parte (somministrante) si obbliga, verso corrispettivo di un prezzo, a eseguire, a favore dell'altra (somministrato), prestazioni periodiche o continuative di cose (art 1559 c.c.). Non si deve confondere con l'istituto regolato dal D. lgs. n. 276/2003, ossia il contratto di somministrazione di lavoro. Il contratto di somministrazione è disciplinato dal codice civile italiano agli artt. 1559-1570.

## Caratteristiche
La somministrazione è un contratto:
- Consensuale, poiché si perfeziona con il (solo) consenso delle parti;
- Oneroso, poiché presuppone il corrispettivo di un prezzo;
- A prestazioni corrispettive, in quanto una parte si obbliga a pagare il prezzo e l'altra a fornire la prestazione;

- Di durata, dato che l'esecuzione delle prestazioni non è istantanea (prestazioni periodiche o continuative). Tale caratteristica è fondamentale per capire la natura contrattuale che differisce notevolmente dalla vendita a consegne ripartite. Nello specifico, la vendita a consegne ripartite risulta essere una prestazione unitaria frammentata per esigenze di attuazione mentre la somministrazione soddisfa il duraturo bisogno del somministrato di disporre della materia prima indispensabile per lo svolgimento della sua attività e quindi non è esauribile uno actu.

L'ordinamento giuridico italiano non circoscrive l'ambito di applicazione della somministrazione, per cui si possono trovare forme di somministrazione caratterizzate dal passaggio di proprietà delle cose fornite (s. di consumo) e forme in cui è soddisfatta solo l'esigenza temporanea di godimento (s. d'uso).
Esempi di contratti di somministrazione: fornitura di acqua, gas, energia elettrica, giornali, riviste, ecc.
Il Codice civile italiano disciplina anche l'entità della prestazione, infatti all'art. 1560 cc stabilisce che in assenza di un precedente accordo la quantità si presume sulla base del normale fabbisogno del creditore e come periodo di riferimento si prende quello del perfezionamento del contratto. In caso contrario è il somministrato a stabilire il quantitativo dovuto oppure può limitarsi a definire un limite minimo e massimo entro il quale il somministrante può impegnarsi.
Anche in riferimento al prezzo sono previste due modalità.
Nello specifico:
- A forfait.
- Sulla base dell'effettiva quantità fornita.

Inoltre il prezzo può essere definito per tutta la durata del contratto o sottoposto a revisioni periodiche. Nell'ipotesi, piuttosto inverosimile, che le parti non si siano accordate su tale aspetto si seguono le disposizioni in materia di compravendita e quindi il prezzo è quello normalmente applicato dal venditore ed eventuali spese accessorie sono a carico dell'acquirente.
| Controllo di autorità | Thesaurus BNCF 5832 · BNE (ES) XX548228 (data) |